# Danh sách thành phố Ba Lan
| Thứ hạng | Chng    | Tên                 | Dân số    | Dân số    | Dân số  |
| 2004     | +/-1999 |                     | Jun 2004  | 1999      | 1900    |
| -------- | ------- | ------------------- | --------- | --------- | ------- |
| 1.       |         | Warszawa            | 1.690.821 | 1.618.468 | 756.400 |
| 2.       |         | Łódź                | 776.297   | 806.728   | 351.600 |
| 3.       |         | Kraków              | 757.500   | 740.666   | 91.300  |
| 4.       |         | Wrocław             | 636.854   | 637.877   | 422.700 |
| 5.       |         | Poznań              | 573.003   | 578.235   | 117.000 |
| 6.       |         | Gdańsk              | 460.524   | 458.988   | 140.600 |
| 7.       |         | Szczecin            | 413.294   | 416.988   | 210.700 |
| 8.       |         | Bydgoszcz           | 369.151   | 386.855   | 52.200  |
| 9.       |         | Lublin              | 355.953   | 356.251   | 53.600  |
| 10.      |         | Katowice            | 321.616   | 345.934   | 31.700  |
| 11.      |         | Białystok           | 291.917   | 285.000   | 66.000  |
| 12.      | +1      | Gdynia              | 253.651   | 253.521   | 900     |
| 13.      | -1      | Częstochowa         | 248.894   | 257.812   | 53.700  |
| 14.      |         | Sosnowiec           | 229.207   | 244.102   | 86.700  |
| 15.      |         | Radom               | 227.944   | 232.262   | 30.100  |
| 16.      |         | Kielce              | 209.962   | 212.383   | 23.200  |
| 17.      | +1      | Toruń               | 208.386   | 206.158   | 29.600  |
| 18.      | -1      | Gliwice             | 201.186   | 212.164   | 52.400  |
| 19.      |         | Bytom               | 199.219   | 205.560   | 51.400  |
| 20.      |         | Zabrze              | 193.212   | 200.177   | 26.000  |
| 21.      |         | Bielsko-Biała       | 177.219   | 180.307   | 17.400  |
| 22.      |         | Olsztyn             | 173.350   | 170.904   | 24.300  |
| 23.      |         | Rzeszów             | 158.987   | 162.049   | 18.300  |
| 24.      |         | Ruda Śląska         | 147.838   | 159.665   | 14.800  |
| 25.      |         | Rybnik              | 141.975   | 144.582   | 7.200   |
| 26.      |         | Tychy               | 131.854   | 133.178   | 4.900   |
| 27.      |         | Dąbrowa Górnicza    | 131.024   | 131.037   | 3.000   |
| 28.      | +2      | Opole               | 128.686   | 129.553   | 30.100  |
| 29.      | -3      | Wałbrzych           | 128.201   | 136.923   | 16.400  |
| 30.      | -1      | Płock               | 127.953   | 131.011   | 30.000  |
| 31.      | -1      | Elbląg              | 127.732   | 129.782   | 52.500  |
| 32.      |         | Gorzów Wielkopolski | 125.787   | 126.019   | 33.600  |
| 33.      |         | Włocławek           | 120.440   | 123.373   | 23.000  |
| 34.      | +2      | Zielona Góra        | 118.707   | 118.182   | 21.000  |
| 35.      |         | Tarnów              | 118.295   | 118.297   | 31.700  |
| 36.      | -2      | Chorzów             | 115.505   | 121.708   | 57.900  |
| 37.      | +2      | Kalisz              | 108.666   | 106.641   | 22.000  |
| 38.      | -1      | Koszalin            | 107.702   | 112.375   | 20.400  |
| 39.      | -1      | Legnica             | 106.254   | 109.335   | 54.900  |
| 40.      | +1      | Słupsk              | 100.376   | 102.370   | 27.300  |
| 41.      | -1      | Grudziądz           | 99.943    | 102.434   | 32.700  |
| 42.      |         | Jastrzębie Zdrój    | 96.109    | 102.294   | 1.700   |
| 43.      |         | Jaworzno            | 96.606    | 98.890    | 17.500  |

#### The capital
- Warszawa (Warsaw)

#### A
- Aleksandrów Kujawski
- Aleksandrów Łódzki
- Alwernia
- Andrychów
- Annopol
- Augustów

#### B

##### Ba-Be
- Babimost
- Baborów
- Baranów Sandomierski
- Barcin
- Barczewo
- Bardo
- Barlinek
- Bartoszyce
- Barwice
- Bełchatów
- Bełżyce
- Będzin

##### Bi-Bl
- Biała
- Biała Piska
- Biała Podlaska
- Biała Rawska
- Białobrzegi
- Białogard
- Biały Bór
- Białystok
- Biecz
- Bielawa
- Bielsk Podlaski
- Bielsko-Biała
- Bieruń
- Bierutów
- Bieżuń
- Biłgoraj
- Biskupiec
- Bisztynek
- Blachownia
- Błaszki
- Błażowa
- Błonie

##### Bo-Br
- Bobolice
- Bochnia
- Bodzentyn
- Bogatynia
- Boguszów-Gorce
- Bojanowo
- Bolesławiec
- Bolków
- Borek Wielkopolski
- Borne Sulinowo
- Braniewo
- Brańsk
- Brodnica
- Brok
- Brusy
- Brwinów
- Brzeg
- Brzeg Dolny
- Brzesko
- Brzeszcze
- Brześć Kujawski
- Brzeziny
- Brzozów

##### Bu-By
- Buk
- Bukowno
- Busko Zdrój
- Bychawa
- Byczyna
- Bydgoszcz
- Bystrzyca Kłodzka
- Bytom
- Bytom Odrzański
- Bytów

#### C

##### Ce-Ch
- Cedynia
- Chełm
- Chełmek
- Chełmno
- Chełmża
- Chęciny
- Chmielnik
- Chocianów
- Chociwel
- Chodecz
- Chodzież
- Chojna
- Chojnice
- Chojnów
- Choroszcz
- Chorzele
- Chorzów
- Choszczno
- Chrzanów

##### Ci-Cz
- Ciechanowiec
- Ciechanów
- Ciechocinek
- Cieszanów
- Cieszyn
- Ciężkowice
- Cybinka
- Czaplinek
- Czarna Białostocka
- Czarna Woda
- Czarne
- Czarnków
- Czchów
- Czechowice-Dziedzice
- Czeladź
- Czempiń
- Czerniejewo
- Czersk
- Czerwieńsk
- Czerwionka-Leszczyny
- Częstochowa
- Człopa
- Człuchów

#### Ć
- Ćmielów

#### D

##### Da-Do
- Darłowo
- Dąbie
- Dąbrowa Białostocka
- Dąbrowa Górnicza
- Dąbrowa Tarnowska
- Debrzno
- Dębica
- Dęblin
- Dębno
- Dobczyce
- Dobiegniew
- Dobra
- Dobra
- Dobre Miasto
- Dobrodzień
- Dobrzany
- Dobrzyń nad Wisłą
- Dolsk

##### Dr-Dz
- Drawno
- Drawsko Pomorskie
- Drezdenko
- Drobin
- Drohiczyn
- Drzewica
- Dukla
- Duszniki Zdrój
- Dynów
- Działdowo
- Działoszyce
- Działoszyn
- Dzierzgoń
- Dzierżoniów
- Dziwnów

#### E
- Elbląg
- Ełk

#### F
- Frampol
- Frombork

#### G

##### Ga-Gn
- Garwolin
- Gąbin
- Gdańsk
- Gdynia
- Giżycko
- Glinojeck
- Gliwice
- Głogów
- Głogów Małopolski
- Głogówek
- Głowno
- Głubczyce
- Głuchołazy
- Głuszyca
- Gniew
- Gniewkowo
- Gniezno

##### Go
- Gogolin
- Golczewo
- Goleniów
- Golina
- Golub-Dobrzyń
- Gołańcz
- Gołdap
- Goniądz
- Gorlice
- Gorzów Śląski
- Gorzów Wielkopolski
- Gostynin
- Gostyń
- Gozdnica
- Góra
- Góra Kalwaria
- Górowo Iławeckie
- Górzno

##### Gr-Gu
- Grabów nad Prosną
- Grajewo
- Grodków
- Grodzisk Mazowiecki
- Grodzisk Wielkopolski
- Grójec
- Grudziądz
- Grybów
- Gryfice
- Gryfino
- Gryfów Śląski
- Gubin

#### H
- Hajnówka
- Halinów
- Hel
- Hrubieszów

#### I
- Iława
- Iłowa
- Iłża
- Imielin
- Inowrocław
- Ińsko
- Iwonicz Zdrój
- Izbica Kujawska

#### J
- Jabłonowo Pomorskie
- Janikowo
- Janowiec Wielkopolski
- Janów Lubelski
- Jarocin
- Jarosław
- Jasień
- Jasło
- Jastarnia
- Jastrowie
- Jastrzębie Zdrój
- Jawor
- Jaworzno
- Jaworzyna Śląska
- Jedlicze
- Jedlina Zdrój
- Jedwabne
- Jelcz-Laskowice
- Jelenia Góra
- Jeziorany
- Jędrzejów
- Jordanów
- Józefów
- Józefów
- Jutrosin

#### K

##### Ka-Kc
- Kalety
- Kalisz
- Kalisz Pomorski
- Kalwaria Zebrzydowska
- Kałuszyn
- Kamienna Góra
- Kamień Krajeński
- Kamień Pomorski
- Kamieńsk
- Kańczuga
- Karczew
- Kargowa
- Karlino
- Karpacz
- Kartuzy
- Katowice
- Kazimierz Dolny
- Kazimierza Wielka
- Kąty Wrocławskie
- Kcynia

##### Ke-Kn
- Kędzierzyn-Koźle
- Kępice
- Kępno
- Kętrzyn
- Kęty
- Kielce
- Kietrz
- Kisielice
- Kleczew
- Kleszczele
- Kluczbork
- Kłecko
- Kłobuck
- Kłodawa
- Kłodzko
- Knurów
- Knyszyn

##### Ko
- Kobylin
- Kobyłka
- Kock
- Kolbuszowa
- Kolno
- Kolonowskie
- Koluszki
- Koło
- Kołobrzeg
- Koniecpol
- Konin
- Konstancin-Jeziorna
- Konstantynów Łódzki
- Końskie
- Koprzywnica
- Korfantów
- Koronowo
- Korsze
- Kosów Lacki
- Kostrzyn
- Kostrzyn nad Odrą
- Koszalin
- Kościan
- Kościerzyna
- Kowal
- Kowalewo Pomorskie
- Kowary
- Koziegłowy
- Kozienice
- Koźmin Wielkopolski
- Kożuchów
- Kórnik

##### Kr-Kw
- Krajenka
- Kraków
- Krapkowice
- Krasnobród
- Krasnystaw
- Kraśnik
- Krobia
- Krosno
- Krosno Odrzańskie
- Krośniewice
- Krotoszyn
- Kruszwica
- Krynica
- Krynica Morska
- Krzanowice
- Krzepice
- Krzeszowice
- Krzywiń
- Krzyż Wielkopolski
- Książ Wielkopolski
- Kudowa Zdrój
- Kunów
- Kutno
- Kuźnia Raciborska
- Kwidzyn

#### L

##### La-Li
- Lądek Zdrój
- Legionowo
- Legnica (Liegnitz)
- Lesko
- Leszno
- Leśna
- Leśnica
- Lewin Brzeski
- Leżajsk
- Lębork
- Lędziny
- Libiąż
- Lidzbark
- Lidzbark Warmiński
- Limanowa
- Lipiany
- Lipno
- Lipsk
- Lipsko

##### Lu-Lw
- Lubaczów
- Lubań
- Lubartów
- Lubawa
- Lubawka
- Lubień Kujawski
- Lubin
- Lublin
- Lubliniec
- Lubniewice
- Lubomierz
- Luboń
- Lubraniec
- Lubsko
- Lwówek
- Lwówek Śląski

#### Ł
- Łabiszyn
- Łańcut
- Łapy
- Łasin
- Łask
- Łaskarzew
- Łaziska Górne
- Łazy
- Łeba
- Łęczna
- Łęczyca
- Łęknica
- Łobez
- Łobżenica
- Łochów
- Łomianki
- Łomża
- Łosice
- Łowicz
- Łódź
- Łuków

#### M

##### Ma
- Magnuszew
- Maków Mazowiecki
- Maków Podhalański
- Malbork
- Małogoszcz
- Małomice
- Margonin
- Marki
- Maszewo

##### Mi
- Miasteczko Śląskie
- Miastko
- Miechów
- Miejska Górka
- Mielec
- Mieroszów
- Mieszkowice
- Międzybórz
- Międzychód
- Międzylesie
- Międzyrzec Podlaski
- Międzyrzecz
- Międzyzdroje
- Mikołajki
- Mikołów
- Mikstat
- Milanówek
- Milicz
- Miłakowo
- Miłomłyn
- Miłosław
- Mińsk Mazowiecki
- Mirosławiec
- Mirsk
- Mława
- Młynary

##### Mo-My
- Mogielnica
- Mogilno
- Mońki
- Morąg
- Mordy
- Moryń
- Mosina
- Mrągowo
- Mrocza
- Mszana Dolna
- Mszczonów
- Murowana Goślina
- Muszyna
- Mysłowice
- Myszków
- Myszyniec
- Myślenice
- Myślibórz

#### N

##### Na-Ni
- Nakło nad Notecią
- Nałęczów
- Namysłów
- Narol
- Nasielsk
- Nekla
- Nidzica
- Niemcza
- Niemodlin
- Niepołomice
- Nieszawa
- Nisko

##### No-Ny
- Nowa Dęba
- Nowa Ruda
- Nowa Sarzyna
- Nowa Sól
- Nowe
- Nowe Miasteczko
- Nowe Miasto Lubawskie
- Nowe Miasto nad Pilicą
- Nowe Skalmierzyce
- Nowe Warpno
- Nowogard
- Nowogrodziec
- Nowogród
- Nowogród Bobrzański
- Nowy Dwór Gdański
- Nowy Dwór Mazowiecki
- Nowy Sącz
- Nowy Staw
- Nowy Targ
- Nowy Tomyśl
- Nowy Wiśnicz
- Nysa

#### O

##### Ob-Or
- Oborniki
- Oborniki Śląskie
- Obrzycko
- Odolanów
- Ogrodzieniec
- Okonek
- Olecko
- Olesno
- Oleszyce
- Oleśnica
- Olkusz
- Olsztyn
- Olsztynek
- Oława
- Opalenica
- Opatów
- Opoczno
- Opole
- Opole Lubelskie
- Orneta
- Orzesze
- Orzysz

##### Os-Oz
- Osieczna
- Osiek
- Ostrołęka
- Ostroróg
- Ostrowiec Świętokrzyski
- Ostróda
- Ostrów Lubelski
- Ostrów Mazowiecka
- Ostrów Wielkopolski
- Ostrzeszów
- Ośno Lubuskie
- Oświęcim
- Otmuchów
- Otwock
- Ozimek
- Ozorków
- Ożarów
- Ożarów Mazowiecki

#### P

##### Pa-Pe
- Pabianice
- Paczków
- Pajęczno
- Pakość
- Parczew
- Pasłęk
- Pasym
- Pelpin
- Pełczyce

##### Pi-Pl
- Piaseczno
- Piaski
- Piastów
- Piechowice
- Piekary Śląskie
- Pieniężno
- Pieńsk
- Pieszyce
- Pilawa
- Pilica
- Pilzno
- Piła
- Piława Górna
- Pińczów
- Pionki
- Piotrków Kujawski
- Piotrków Trybunalski
- Pisz
- Piwniczna
- Pleszew
- Płock
- Płońsk
- Płoty

##### Pn-Po
- Pniewy
- Pobiedziska
- Poddębice
- Podkowa Leśna
- Pogorzela
- Polanica Zdrój
- Polanów
- Police
- Polkowice
- Połaniec
- Połczyn Zdrój
- Poniatowa
- Poniec
- Poręba
- Poznań

##### Pr-Py
- Prabuty
- Praszka
- Prochowice
- Proszowice
- Prószków
- Prudnik
- Prusice
- Pruszcz Gdański
- Pruszków
- Przasnysz
- Przedbórz
- Przedecz
- Przemków
- Przemyśl
- Przeworsk
- Przysucha
- Pszczyna
- Pszów
- Puck (Putzig)
- Puławy
- Pułtusk
- Puszczykowo
- Pyrzyce
- Pyskowice
- Pyzdry

#### R

##### Ra
- Rabka
- Raciąż
- Racibórz
- Radków
- Radlin
- Radom
- Radomsko
- Radomyśl Wielki
- Radymno
- Radziejów
- Radzionków
- Radzymin
- Radzyń Chełmiński
- Radzyń Podlaski
- Rajgród
- Rakoniewice
- Raszków
- Rawa Mazowiecka
- Rawicz

##### Re-Rz
- Recz
- Reda
- Rejowiec Fabryczny
- Resko
- Reszel
- Rogoźno
- Ropczyce
- Różan
- Ruciane-Nida
- Ruda Śląska
- Rudnik nad Sanem
- Rumia
- Rybnik
- Rychwał
- Rydułtowy
- Rydzyna
- Ryglice
- Ryki
- Rymanów
- Ryn
- Rypin
- Rzepin
- Rzeszów
- Rzgów

#### S

##### Sa-Si
- Sandomierz
- Sanok
- Sejny
- Serock
- Sędziszów
- Sędziszów Małopolski
- Sępopol
- Sępólno Krajeńskie
- Sianów
- Siedlce
- Siemianowice Śląskie
- Siemiatycze
- Sieniawa
- Sieradz
- Sieraków
- Sierpc
- Siewierz

##### Sk-Sl
- Skalbmierz
- Skała
- Skarszewy
- Skaryszew
- Skarżysko-Kamienna
- Skawina
- Skępe
- Skierniewice
- Skoczów
- Skoki
- Skórcz
- Skwierzyna
- Sława
- Sławków
- Sławno
- Słomniki
- Słubice
- Słupca
- Słupsk

##### So
- Sobótka
- Sochaczew
- Sokołów Małopolski
- Sokołów Podlaski
- Sokółka
- Solec Kujawski
- Sompolno
- Sopot
- Sosnowiec
- Sośnicowice

##### St
- Stalowa Wola
- Starachowice
- Stargard Szczeciński
- Starogard Gdański
- Stary Sącz
- Staszów
- Stawiski
- Stawiszyn
- Stąporków
- Stęszew
- Stoczek Łukowski
- Stronie Śląskie
- Strumień
- Stryków
- Strzegom
- Strzelce Krajeńskie
- Strzelce Opolskie
- Strzelin
- Strzelno
- Strzyżów

##### Su-Sy
- Sucha Beskidzka
- Suchań
- Suchedniów
- Suchowola
- Sulechów
- Sulejów
- Sulejówek
- Sulęcin
- Sulmierzyce
- Sułkowice
- Supraśl
- Suraż
- Susz
- Suwałki
- Swarzędz
- Syców

##### Sz
- Szadek
- Szamocin
- Szamotuły
- Szczawnica
- Szczawno Zdrój
- Szczebrzeszyn
- Szczecin
- Szczecinek
- Szczekociny
- Szczepanow
- Szczuczyn
- Szczyrk
- Szczytna
- Szczytno
- Szklarska Poręba
- Szlichtyngowa
- Szprotawa
- Sztum
- Szubin
- Szydłowiec

#### Ś
- Ścinawa
- Ślesin
- Śmigiel
- Śrem
- Środa Śląska
- Środa Wielkopolska
- Świątniki Górne
- Świdnica
- Świdnik
- Świdwin
- Świebodzice
- Świebodzin
- Świecie
- Świeradów Zdrój
- Świerzawa
- Święta Katarzyna
- Świętochłowice
- Świnoujście

#### T
- Tarczyn
- Tarnobrzeg
- Tarnogród
- Tarnowskie Góry
- Tarnów
- Tczew
- Terespol
- Tłuszcz
- Tolkmicko
- Tomaszów Lubelski
- Tomaszów Mazowiecki
- Toruń
- Torzym
- Toszek
- Trzcianka
- Trzciel
- Trzcińsko Zdrój
- Trzebiatów
- Trzebinia
- Trzebnica
- Trzemeszno
- Tuchola
- Tuchów
- Tuczno
- Tuliszków
- Turek
- Tuszyn
- Twardogóra
- Tychy
- Tyczyn
- Tykocin
- Tyszowce

#### U
- Ujazd
- Ujście
- Ulanów
- Uniejów
- Ustka
- Ustroń
- Ustrzyki Dolne

#### W

##### Wa-We
- Wadowice
- Wałbrzych
- Wałcz
- Warka
- Warszawa
- Warta
- Wasilków
- Wąbrzeźno
- Wąchock
- Wągrowiec
- Wąsosz
- Wejherowo
- Węgliniec
- Węgorzewo
- Węgorzyno
- Węgrów

##### Wi-Wl
- Wiązów
- Wieleń
- Wielichowo
- Wieliczka
- Wieluń
- Wieruszów
- Więcbork
- Wilamowice
- Wisła
- Witkowo
- Witnica
- Wleń
- Władysławowo
- Włocławek
- Włodawa
- Włoszczowa

##### Wo-Wy
- Wodzisław Śląski
- Wojcieszów
- Wojkowice
- Wolbrom
- Wolin
- Wolsztyn
- Wołczyn
- Wołomin
- Wołów
- Woźniki
- Wrocław
- Wronki
- Września
- Wschowa
- Wyrzysk
- Wysoka
- Wysokie Mazowieckie
- Wyszków
- Wyszogród
- Wyśmierzyce

#### Z

##### Za-Ze
- Zabłudów
- Zabrze
- Zagórów
- Zagórz
- Zakliczyn
- Zakopane
- Zakroczym
- Zalewo
- Zambrów
- Zamość
- Zator
- Zawadzkie
- Zawichost
- Zawidów
- Zawiercie
- Ząbki
- Ząbkowice Śląskie
- Zbąszynek
- Zbąszyń
- Zduny
- Zduńska Wola
- Zdzieszowice
- Zelów

##### Zg-Zw
- Zgierz
- Zgorzelec
- Zielona Góra
- Zielonka
- Ziębice
- Złocieniec
- Złoczew
- Złotoryja
- Złotów
- Złoty Stok
- Zwierzyniec
- Zwoleń

#### Ż
- Żabno
- Żagań
- Żarki
- Żarów
- Żary
- Żelechów
- Żerków
- Żmigród
- Żnin
- Żory
- Żukowo
- Żuromin
- Żychlin
- Żyrardów
- Żywiec